# Jesu disciple
Jesu disciple (af latin discipulus = elev) var Jesu tilhængere,

## Disciple og apostle
En discipel er elev af en åndelig lærer, og både Johannes Døberen (Matt 9,14) og farisæerne havde disciple.
Ifølge Det nye testamente havde Jesus mange disciple. Han udvalgte 12, som han kaldte sine apostle; de skulle være hans udsendinge. De havde et særligt nært forhold til Jesus og deltog i den sidste nadver.
I Johannesevangeliet 6,66 står, at mange af disciplene forlod Jesus efter hans tale i Kapernaums synagoge. Efter dette var der mange af hans disciple, der forlod ham, og de fulgtes ikke mere med ham. Andre disciple forblev hans tilhængere og blev udnævnt til hans apostle. Den største, Paulus, "hedningenes apostel", var imidlertid ikke blandt Jesu tilhængere, mens Jesus levede. Jesus udnævnte de tolv apostle (af græsk ἀπόστολος/apóstolos = sendebud). Betegnelsen "apostel" brug".
hvorfra es også om markante skikkelser i kirkehistorien; Ansgar hyldes som "Nordens apostel", Hans Egede som "Grønlands apostel

Apostlenes vigtigste opgave kom efter Jesu død og opstandelse med Missionsbefalingen. De tolv apostle grundlagde  historiens første kristne menighed, nemlig i Jerusalem. Derefter drog de på historiens første missionsrejse beskrevet i Apostlenes gerninger. På denne baggrund kaldes Kirken "apostolisk", og katolske biskopper regner sig som apostlenes efterfølgere.

## Antal og navne
Hos Markus, Matthæus og Lukas er Peter, Jakob den Ældre og Johannes Jesu nærmeste. I Johannesevangeliet er Peter perifer, og Jakob og Johannes nævnes slet ikke. I stedet omtales apostlene Nathanael - som traditionen forklarer som Bartholomæus - og Nikodemus (Joh. 3,1-21, 7,45-51 og 19,39-42). De to nævnes ikke i de tre første evangelier. Navnelisten over de øvrige apostlene er med hos Markus og Matthæus, som om antallet tolv er det vigtige, og navnene af mindre betydning.
I Apostlenes gerninger tillægges tallet 12 stor betydning, som en parallel til Israels 12 stammer. Alligevel siges der intet andet end navnene på ni af de 12 . Der fokuseres på Peter, men heller ikke han omtales efter kapitel 15. Ellers hører vi kun om Paulus, som slet ikke var en af "de tolv" og aldrig mødte Jesus. I Johannesevangeliet 6,67 henvender Jesus sig uden nærmere forklaring til "de tolv": Jesus spurgte da de tolv: "Vil I også gå jeres vej?"
Apostlenes heste er en almindelig vending for gåben.
I Markusevangeliet og Matthæusevangeliet nævnes:
- Simon Peter
- Jakob den Ældre, Zebedæus' søn
- Johannes
- Andreas
- Filip
- Bartholomæus
- Matthæus
- Thomas
- Jakob den Yngre, Alfæus' søn
- Thaddæus
- Simon Zelotes
- Judas Iskariot

| Citat       | Jesus kaldte sine tolv disciple til sig og gav dem magt over urene ånder, så de kunne uddrive dem og helbrede al sygdom og lidelse. Navnene på de tolv apostle er: Først Simon kaldet Peter, så hans bror Andreas, og Jakob, Zebedæus' søn, og hans bror Johannes, Filip og Bartholomæus, Thomas og tolderen Matthæus, Jakob, Alfæus' søn, og Thaddæus, Simon Kananæer og Judas Iskariot, han som forrådte ham. | Citat |
| Matt 10,1-4 | |       |

Lukasevangeliet nævner Judas, Jakobs søn, men ikke Thaddæus; af den grund er det en udbredt opfattelse, at der er tale om den samme.
Efter korsfæstelsen døde Judas Iskariot, og de andre apostle udvalgte ved lodtrækning Matthias som ny apostel. Derimod blev ingen valgt til erstatning for Jakob, efter at kong Herodes lod ham halshugge ved sværd.
I Thomas-evangeliet benævnes en anden Judas "tvillingen Judas" (Didymos Judas), så han kan skelnes fra Judas Iskariot.